# Nostra Senyora dels Afligits
L'ermita de la Nostra Senyora dels Afligits és un temple catòlic al cim de la Muntanyeta de l'Ermita, al municipi d'Alfara de la Baronia. És bé de rellevància local amb identificador número 46.12.024-002. Es troba en el cim de l'anomenada Muntanyeta de l’Ermita, turó de 232 msnm que domina el nucli poblacional. L'edifici és de planta rectangular. Està construït en maçoneria L'edifici va ser construït entre 1690 i 1699.
La façana és senzilla i s'hi troba la porta d'accés. Hi ha sengles finestres a banda i banda i, sobre la porta, una tercera. El frontó curvilini es remata amb una espadanya amb campana.

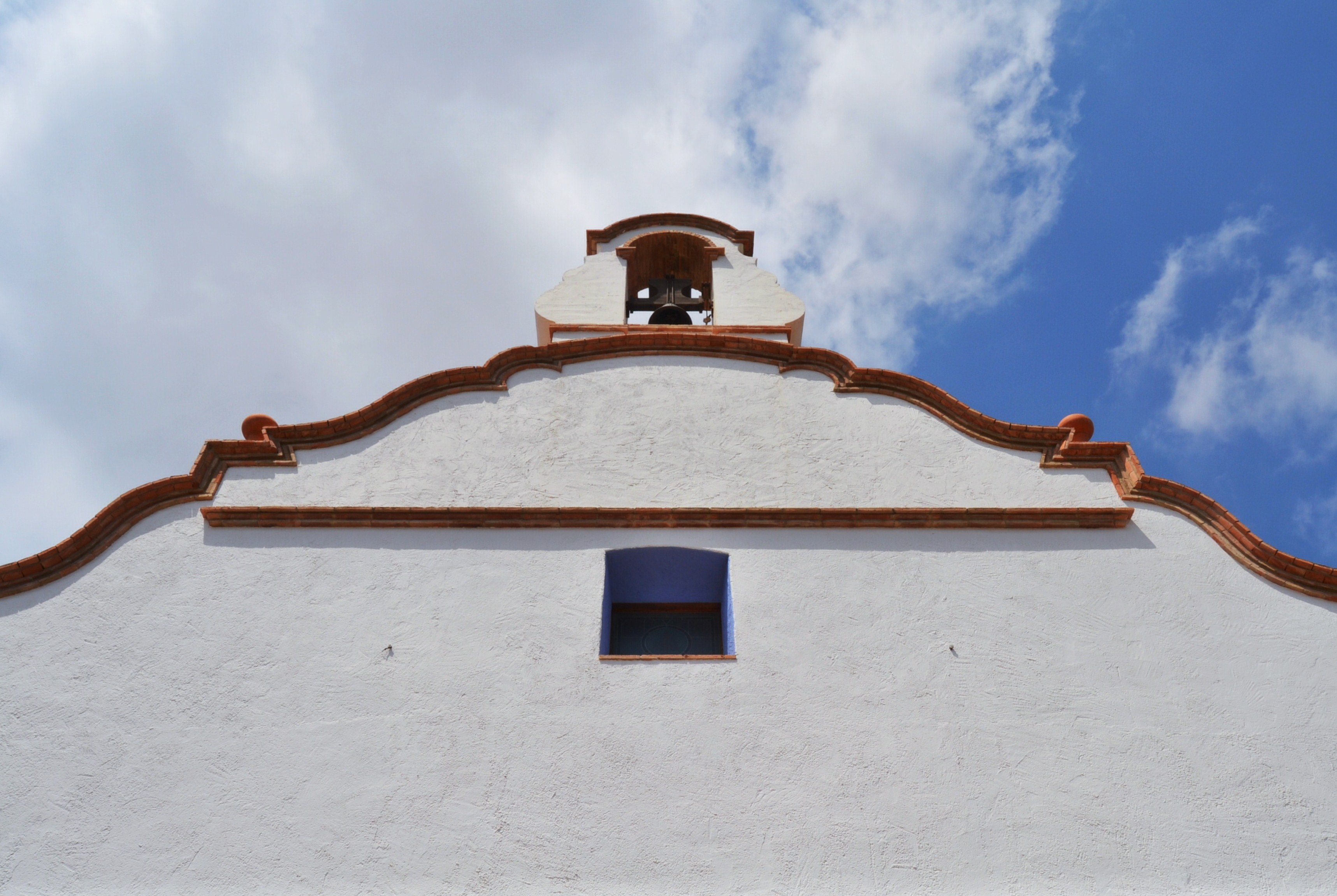
Espadanya

A l'exterior poden observar-se els contraforts i l'habitatge de l'ermità, coberta per una teulada a un sol vessant. La teulada del temple és a dues aigües.
L'interior està cobert per volta de canó i il·luminat per llunetes. La senzilla decoració és d'estil dòric. Hi ha quatre capelles laterals entre els contraforts.
Es conserva en l'ermita una talla de la titular datada cap a finals del segle xvii, d'un metre d'altura i que descansa sobre un pedestal en una fornícula. El 8 de setembre, amb motiu de la festa de la Nostra Senyora dels Afligits, patrona del municipi, es trasllada a la imatge fins al temple parroquial, on roman vuit dies.